# Manuel García Gargallo
Manuel García Gargallo (Barcelona, 24 de juny de 1973) és un investigador i escriptor especialitzat en història de l'esport. És llicenciat i doctor en Història per la Universitat de Barcelona (UB). Els seus llibres s'han centrat en la història de l'esport a les Illes Balears, especialment futbol, ciclisme i curses de llebrers, a més de música clàssica. És autor d'articles a la premsa (Diario de Mallorca, El Periódico de Aragón, Última Hora, Diario de Teruel, Ara Balears), a revistes i ha col·laborat amb mitjans radiofònics (IB3 Ràdio, Ona Mediterrània). Ha estat activista per la preservació del patrimoni cultural esportiu en reivindicar la conservació del Velòdrom de Tirador de Palma i la seva recuperació com a zona verda, junt amb el veí Canòdrom Balear (futur Bosc Urbà de Palma).

## Obres
- Els orígens de l'Atlètic Balears (1920-1942). Dels inicis a la fusió. Barcelona: Lulú, 2013 ISBN 978-84-09-43355-1 (català)

- 100 anys del Club Deportiu Consell. 1918-2018. Palma: Graficmon, 2017 ISBN 978-84-697-6479-4 en col·laboració amb Miquel Vidal Perelló (català)

- El velòdrom de Tirador. Una història de l'esport a Mallorca. Palma: Illa Edicions, 2018 ISBN 978-84-947890-1-4 (català)

- Campeonatos Regionales de Baleares. Orígenes y desarrollo (1900-1940). Madrid: CIHEFE, 2019 ISBN 978-84-948698-6-0 (castellà)

- L'Atlètic Balears (1920-1942): Els primers anys d'una entitat centenària. Palma: Documenta Balear, 2020 ISBN 978-84-18441-08-0 (català)

- El Canòdrom Balear. Una historia del llebrer a Palma. Palma: Documenta Balear, 2021 ISBN 978-84-18441-28-8 (català)

- El mundo sonoro del siglo XX. 101 obras clásicas para un siglo. Pròleg de Roger Alier. Palma: Documenta Balear, 2022 ISBN 978-84-18441-71-4 (castellà)